# Ulmet
Ulmet település Németországban, Rajna-vidék-Pfalz tartományban. Lakosainak száma 657 fő (2023. december 31.).

## Népesség
A település népességének változása:
| Lakosok száma | 815  | 677  | 675  | 649  | 664  | 657  |
|               | 1975 | 2017 | 2019 | 2021 | 2022 | 2023 |